# 9567 Surgut
9567 Surgut eller 1987 US4 är en asteroid i huvudbältet som upptäcktes den 22 oktober 1987 av den sovjetisk-ryska astronomen Ljudmila Zjuravljova vid Krims astrofysiska observatorium på Krim. Den är uppkallad efter den ryska staden Surgut.
Asteroiden har en diameter på ungefär 6 kilometer.